# Djawf Ibn Nasir
Djawf Ibn Nasir és una plana al nord-oest de Marib al Iemen que fou el centre de la cultura minea amb nombrosos kharib (singular khariba) o centres arqueològics com Ma'in (Qarnaw), al-Hazm, Barakish (antiga Yathill), Kamna o Kumna (Kaminahu), al-Sawda (Nashan o Nashshan) i al-Bayda (Nashq). La recorre el riu Wadi l-Djawf i els seus afluents el Wadi l-Kharid i el Wadi Madhab. Aquestos llocs foren descoberts per Joseph Halévy al final del segle xix
Hi ha restes d'antics canals (entre ells el canal de Kharid i el Bahi l-Sakiya encara en ús). La vila principal és al-Hazm que sota els imans fou seu d'un amil dependent del governador de la província de Sanaa. La població pertany en gran part a la tribu Dahm, considerats molt guerrers i que encara feien atacs locals el 1940.